# Chana Orloff
Chana Orloff   (Kamianka, 12 de juliol de 1888 - Tel-Aviv, 18 de desembre de 1968) va ser una artista franco-israeliana d'estil Art déco i art figuratiu.